# Asım Akin
Asım Akin (* 1940 in Istanbul) ist ein türkischer Professor und Buchautor.
Er besuchte das St. Joseph Gymnasium in Istanbul und studierte an der Universität Istanbul und an der Medizinischen Fakultät Çapa. Seinen Doktor machte er an der Universität Ankara. Dort wurde er auch 1975 zum Dozenten und 1982 zum Professor. Von 1976 bis 1977 arbeitete er zwischenzeitlich an der Universität von Paris. 1978 gründete er an der Universität Ankara die wissenschaftliche Abteilung für Nuklearmedizin.
Akin ist verheiratet und Vater von zwei Kindern.

## Freimaurerei
Akin ist Mitglied der Großloge der Freien und Angenommenen Maurer der Türkei und als solcher ein Freimaurer. Er war von 2005 bis 2007 der Großmeister der Großloge.
Akin hat in einer Pressemitteilung nach seiner Wahl zum Großmeister in Anspielung an die Regierung der AKP mitgeteilt, dass er darüber nicht in Sorge sei, dass in der Türkei Personen an der Macht seien, die in der Vergangenheit gegen die Freimaurerei waren.

## Werke

### Medizinische Fachbücher
- Temel Nükleer Tıp (dt.: Grundlagen der Nuklearmedizin)

### Bücher zur Freimaurerei
- Masonluğun Kökenleri (dt.: Wurzeln der Freimaurerei)
- Evrende İnsan (dt.: Mensch im Weltraum), Verlagshaus Hacettepe-Taş, 1999, ISBN 9789757731726
- Tarih Boyunca Masonluk (dt.: Freimaurerei in der Geschichte), Verlagshaus Hacettepe-Taş, 1998, ISBN 9789757731511
- Masonluğun Kültür ve Mesajı (dt.: Kultur und Botschaft der Freimaurerei)
- Masonluk ve/veya Pozitif Düşünmenin Soyağacı (dt.: Freimaurerei und/oder der Stammbaum positiven Denkens)